# Myrmecocystus mendax

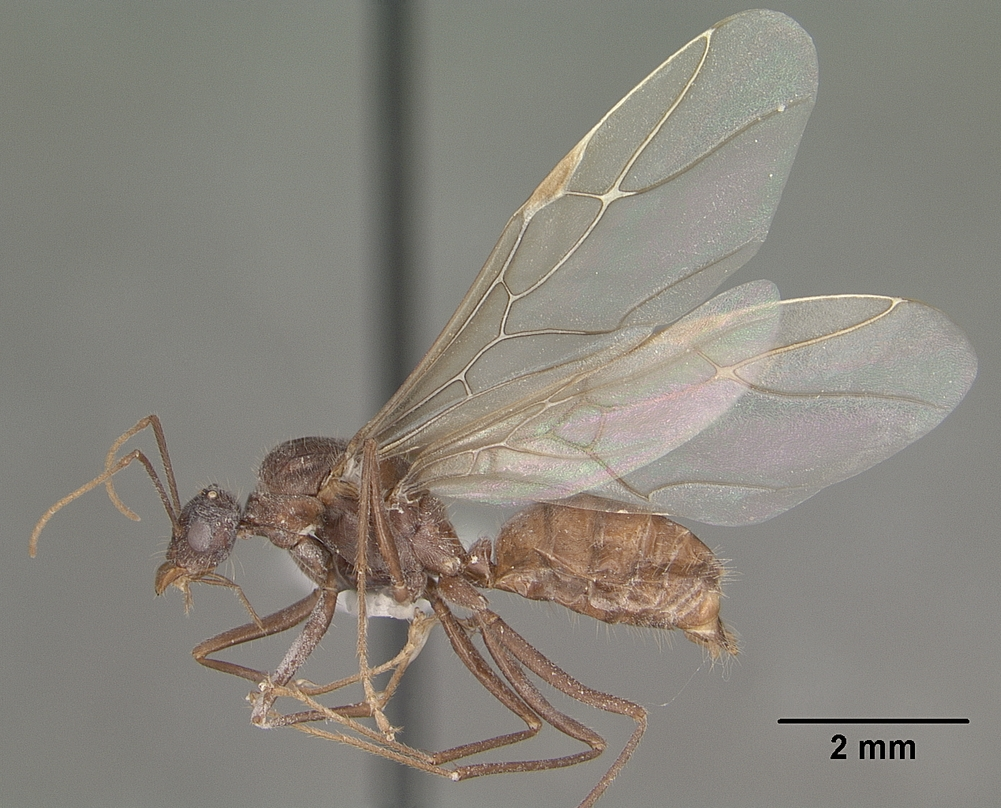
Самец Myrmecocystus mendax

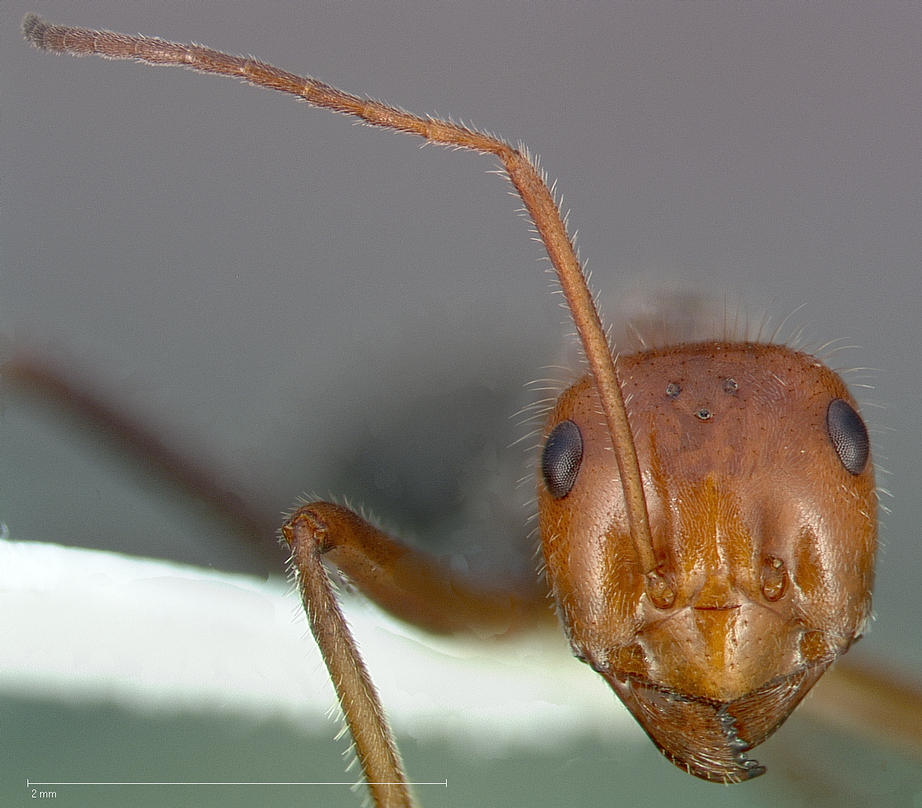
Голова рабочего Myrmecocystus mendax

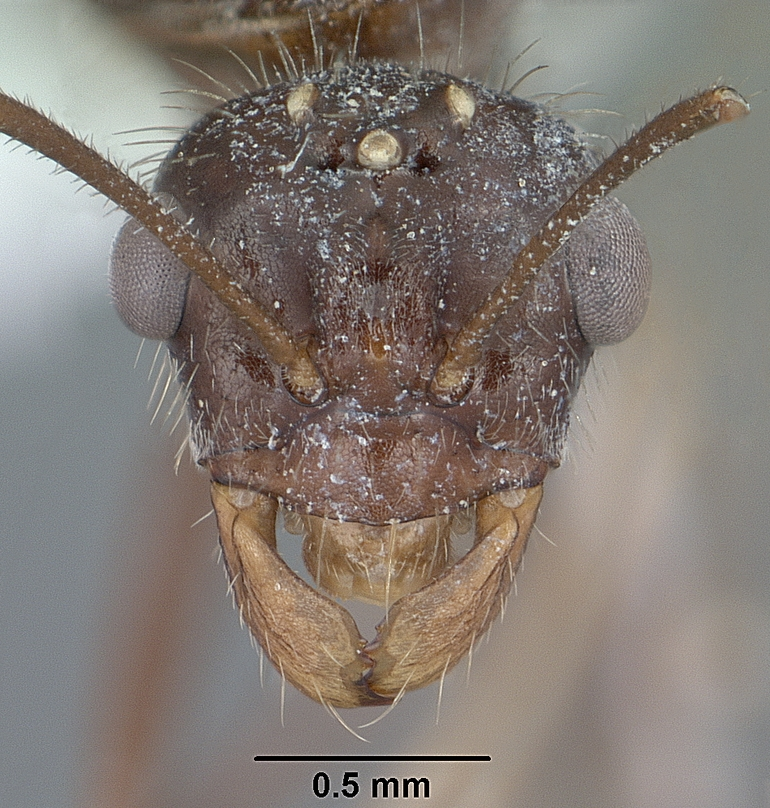
Голова самца Myrmecocystus mendax

Myrmecocystus mendax (лат.) — вид пустынных медовых муравьёв рода Myrmecocystus (Lasiini, Formicinae).

## Распространение
Северная Америка. Запад США и Мексики. Встречаются в пустынных, полупустынных и горных местностях, а также в прериях и саваннах от южной Калифорнии до Техаса, и от юга штата Вашингтон до центральной Мексики. В горах встречаются на больших высотах, например, в Колорадо их находят на уровне 3600—6000 ft. (Gregg, 1963), а в Неваде — на 3900—6500 ft. (Wheeler & Wheeler, 1986).

## Описание
Как и другие представители подрода Endiodoctes муравьи этого вида ведут дневной образ жизни, имеют крупноразмерных рабочих, выполняющих роль медовых бочек (repletes), двуцветных, тёмнопигментированных с мелкими сложными глазами и хорошо развитыми оцеллиями. Голова оранжево-жёлтая, брюшко тёмно-бурое или чёрное, грудка промежуточной окраски. В гнёздах может быть до 600 «муравьиных бочек» — специализированных рабочих особей, которые хранят в раздутых зобиках брюшка запасы жидкой углеводной пищи. Общий их вес может достигать 130 грамм на одну семью. Муравьи собирают нектар растений и падь сосущих равнокрылых насекомых, а также являются активными хищниками.
Гнёзда земляные, имеют один вход и подземные ходы и камеры на глубине в несколько метров. Семьи, как правило, содержат одну яйцекладущую бескрылую матку и несколько тысяч рабочих особей. В зависимости от сезонного цикла развития в семье может быть несколько сотен крылатых самок и самцов. Новые семьи основывают одиночные самки (гаплометроз). Самцы после брачного полёта умирают. Муравьёв Myrmecocystus mendax часто содержат в лабораторных гнёздах, в том числе в инсектариях зоопарков, где их семьи доживали до 26 лет.
Среди мирмекофилов в гнёздах Myrmecocystus mendax обнаруживали сверчков-муравьелюбов Myrmecophilia sp., жуков-стафилинид, коллембол, муравьёв Pheidole longula, клещей Gymnolaelaps sp.